# El filòsof que dona conferències sobre el planetari
El filòsof que dona conferències sobre el planetari (originalment en anglès A Philosopher Lecturing on the Orrery), també conegut pel seu títol complet El filòsof que dona conferències sobre el planetari en el qual hi ha una làmpada en el lloc del Sol o simplement per El planetari, és una pintura de Joseph Wright que mostra un conferenciant fent una demostració d'un planetari davant un públic reduït. El quadre és el predecessor del similar Experiment amb un ocell en una bomba d'aire, que es troba a la National Gallery de Londres.

## Descripció
La primera de les obres mestres de Wright, Tres persones veient el gladiador a la llum de les espelmes, va ser pintada el 1765 i mostrava tres homes estudiant una petita còpia del Gladiador borghese. Aquest quadre va ser molt admirat, però la seva següent pintura, El planetari, va causar molt més rebombori, ja que reemplaçava el tema clàssic del centre de l'escena amb un de naturalesa científica. La representació de Wright de l'esglaiament causat pels "miracles" científics va marcar un punt i a part en les tradicions prèvies en què la representació artística de tal meravella quedava reservada als esdeveniments religiosos; per a Wright, les meravelles de la tecnologia eren tan fascinants com els temes religiosos. En totes dues obres la disposició il·luminada per espelmes tenia una justificació realista: mostrar l'escultura d'aquesta manera, amb els contorns ben marcats, era una pràctica moderna descrita per Goethe. En El planetari les ombres projectades per la làmpada que representa el Sol són una part essencial. Sembla, però, que no hi ha altra raó per fer-ho que augmentar el drama de la situació experimentant amb una habitació amb una sola espelma; en dues pintures posteriors sobre el mateix tema de Charles-Amédée-Philippe van Loo la il·luminació és normal.
El quadre va ser una de les obres britàniques que van qüestionar les categories establertes de la rígida jerarquia de gèneres de les darreries del segle xviii, mentre altres tipus de pintures aspiraven a ser tractades tan seriosament com la pintura d'història de tema clàssic o mitològic. En alguns sentits els temes d'El planetari i La bomba d'aire semblaven conversation pieces, i més tard una forma de retrats de la classe mitjana, tot i que aviat se'ls va donar una nova categoria quan Johann Zoffany va començar a pintar la família reial cap a l'any 1766. A causa de la seva solemne atmosfera, però, i com que sembla que cap de les figures volen ser enteses com a retrats (encara que se'n puguin identificar alguns models), les pintures no poden ser vistes com a conversation pieces. L'historiador d'art del segle XX Ellis Waterhouse compara aquests dos treballs amb el genre serieux del drama contemporani francès, tal com fou definit per Denis Diderot i Pierre Beaumarchais, una visió recolzada per Egerton.
Una ressenya anònima de l'època va definir Wright com "un geni molt gran i poc comú en una manera peculiar". El planetari va ser pintat sense cap comissió, probablement esperant que fos comprat per Washington Shirley, 5è comte Ferrers, un astrònom amateur que tenia un planetari propi i que convivia amb Peter Perez Burdett, amic de Wright. En la pintura hi ha dues figures que es creu que són Burdett i Ferrers: l'home que agafa notes sembla el primer, i Ferrers seria l'home assegut amb el seu fill al costat del planetari. Ferrers va comprar el quadre per 210 lliures, però Robert Shirley, el 6è comte, el va subhastar i ara és propietat del Derby Museum and Art Gallery, on està en exposició permanent al costat d'una rèplica a mida natural d'un planetari mecànic.
Un biògraf de Wright, Benedict Nicolson, comentà el 1968 que John Whitehurst fou el model del conferenciant, mentre que un altre entès anònim destacà la semblança de la figura amb un retrat d'Isaac Newton fet per Godfrey Kneller. Si s'observen les cares de prop, es pot veure que cada una d'elles mostra una de les fases lunars: lluna nova, mitja lluna, quart minvant i lluna plena.